# Murlo
Murlo – miejscowość i gmina we Włoszech, w regionie Toskania, w prowincji Siena.
Według danych na rok 2004 gminę zamieszkiwało 1927 osób, 16,9 os./km².